# Christina Agapakis
Christina Agapakis es una bióloga sintética y escritora científica estadounidense[cita requerida]. Es la directora creativa de la empresa de biotecnología Ginkgo Bioworks.

## Biografía

### Primeros años y educación
Agapakis recibió su bachiller en ciencias en 2006 de la Universidad Yale en Biología Molecular, Celular y del Desarrollo. Luego asistió a la Universidad de Harvard, donde recibió su doctorado en ciencias biológicas y biomédicas bajo la supervisión de Pamela Silver. Su tesis, titulada Biological Design Principles for Synthetic Biology, se centró en identificar y utilizar los principios de diseño para la bioingeniería, teniendo en cuenta los contextos evolutivos y ecológicos en los que los genes y las vías genéticas se estaban modificando o sintetizando. Trabajó para diseñar bacterias fotosintéticas para invadir células animales, esencialmente para dar células cloropastos a los animales, y también bacterias para producir combustible de hidrógeno. Su tesis abarca una serie de trabajos que realizó durante su carrera de doctorado, incluyendo su asesoría de un equipo de competencia de Harvard iGEM (International Genetically Engineered Machines) en 2010, 
que desarrolló un conjunto de herramientas de código abierto para ingeniería de plantas conocido como Harvard iGarden. También discutió sobre un proyecto llamado Selfmade en la intersección de ciencia y arte, que se enfocó en la ecología microbiana del queso y el cuerpo humano. Trabajó con la artista y experta en olores Sissel Tolaas durante su estancia en Synthetic Aesthetics, recolectando muestras de bacterias de ombligos, pies, boca y lágrimas de los creativos para diseñar 11 «quesos humanos». El proyecto se expuso en la exposición «Grow Your Own» en la Dublin Science Gallery.
Después de su doctorado, Agapakis comenzó una beca postdoctoral en la Universidad de California, Los Ángeles (UCLA), en el laboratorio de Ann Hirsch entre 2012 y 2014. 
Mientras se encontraba en la UCLA, también fue miembro del Departamento de Diseño y Artes de Medios en el Centro de Arte y Ciencia.

## Bioingeniería y bioarte
Agapakis es directora creativa de la compañía de biotecnología Ginkgo Bioworks con sede en Boston, conocida como The Organism Company, que se especializa en organismos de ingeniería genética como la levadura y las bacterias para una serie de aplicaciones, desde alimentos y perfumes de ingeniería hasta soluciones de ingeniería para una agricultura más sostenible. Un proyecto, por ejemplo, se centró en la levadura de ingeniería para producir un aroma parecido a una rosa modificando sus genes para que produzca las moléculas que una rosa produce para generar ese aroma. Agapakis también ha liderado el proyecto 100 Vial de la compañía, que diseña una biblioteca de aromas de base biológica. Uno de estos aromas es un esfuerzo por resucitar el olor de una flor extinta hace mucho tiempo mediante el análisis de muestras botánicas preservadas para identificar el ADN que codifica las enzimas que producen el olor, luego se diseña la levadura para producir esas mismas enzimas y producir las moléculas que crean el aroma de la flor extinta. El proyecto es en colaboración con la colaboradora de Agapakis, Sissel Tolaas y Daisy Ginsberg.
En su rol de directora creativa, Agapakis se enfoca en crear experiencias y comunicar historias sobre el trabajo de bioingeniería que la compañía emprende con el objetivo final de hacer que la biotecnología sea más accesible.

## Otros trabajos
Agapakis es también una escritora científica. Comenzó a bloguear en la escuela de posgrado y en 2011 comenzó una columna para Scientific American llamada «Oscillator», compartiendo sus pensamientos sobre los últimos desarrollos en el campo de la biología sintética para una audiencia popular. Sus publicaciones cubrieron una serie de temas, desde la sostenibilidad hasta la intersección entre el arte y la ciencia, y la microbiología de los fluidos corporales. También ha escrito para una variedad de tiendas, entre ellos, destacar a las mujeres que hicieron posible la microbiología para la Popular Science y su reseña para el libro de Sophia Roosth, Synthetic: How life got made for New Scientist para New Scientist. También cofundó una revista cinetífica de cuatro ediciones llamada Methods sobre cómo la ciencia funciona en la práctica, junto con los escritores científicos Azeen Ghorayshi y Rose Eveleth.

## Premios y honores
- Lista «30 menores de 30» de Forbes, 2012.[19]
- L'Oreal USA Fellowship para Mujeres en Ciencia, 2012.[20][21]
- Premio UdK por Arte y Ciencia Interdisciplinarios, 2012.
- «Las 100 personas más creativas en negocios» de Fast Company, 2016.[22]
- «20 personas que están creando el futuro» de Wired, 2017.[23]
- Premio a la excelencia en la participación pública de SynBioBeta, 2018.[24]